# Lemonade (chanson)
Pour les articles homonymes, voir Lemonade.
Singles de Alexandra Stan
One Million
(2011) Cliche (Hush Hush)
(2012)
Lemonade est une chanson de l'artiste roumaine Alexandra Stan sortie le 7 octobre 2012. Le single est extrait de la réédition de son premier album studio intitulé Saxobeats (2012). La chanson est écrite et produite par Marcel Prodan et par Andrei Nemirschipar. Le single succède à One Million sorti en 2011. Le single rencontre le succès en Europe de l'Est.

## Formats et liste des pistes
Téléchargement digital
1. Lemonade (Radio Edit) - 3:30

Édition britannique
1. Lemonade (UK Edit) - 2:47
2. Lemonade (Original) - 3:31
3. Lemonade (Cahill Edit) - 3:03
4. Lemonade (Rudedog Radio Edit) - 3:43
5. Lemonade (Cahill Club Mix) - 6:04
6. One Million (UK Edit) - 2:28

Remixes EP
1. Lemonade (Da Brozz Remix) - 5:05
2. Lemonade (Fedo Mora and Oki Doro Remix) - 4:56
3. Lemonade (Rudeejay Remix) - 5:50
4. Lemonade (Rudeejay Radio Edit) - 3:03
5. Lemonade (Topakabana Remix) - 4:20
6. Lemonade (Karmin Shiff and Marco Zardi Remix) - 4:46

## Classement par pays
| Classement (2012)               | Meilleure position |
| ------------------------------- | ------------------ |
| Bulgarie (IFPI)                 | 1                  |
| Croatie (Airplay Radio Chart)   | 44                 |
| Estonie (European Hit Radio)    | 26                 |
| Hongrie (Dance Top 40)          | 38                 |
| Japon (Billboard Japan Hot 100) | 27                 |
| Tchéquie (IFPI Rádio)           | 70                 |
| Roumanie (Romanian Top 100)     | 12                 |
| Slovaquie (IFPI Rádio)          | 17                 |

## Historique de sortie
| Pays        | Date           | Format                   | Label          |
| ----------- | -------------- | ------------------------ | -------------- |
| Italie      | 12 juin 2012   | Radio                    | Ego            |
| Roumanie    | 14 juin 2012   | Téléchargement numérique | MediaPro       |
| Italie      | 15 juin 2012   | Téléchargement numérique | Ego            |
| Japon       | 1er août 2012  | Téléchargement numérique | Victor         |
| Espagne     | 7 août 2012    | Téléchargement numérique | Blanco y Negro |
| Royaume-Uni | 7 octobre 2012 | Téléchargement numérique | 3Beat          |